# Bukowina (rejon żydaczowski)
Bukowina (ukr.  Буковина; dawn. Bukawina) – wieś na Ukrainie w rejonie stryjskim (do 2020 roku w rejonie żydaczowskim) obwodu lwowskiego nad Dniestrem.

## Historia
W II Rzeczypospolitej siedziba gminy. 1 sierpnia 1934 r., w ramach reformy scaleniowej, jednostka samorządowa weszła w skład utworzonej gminy Bortniki, powstaje z dotychczasowych gmin wiejskich: Bortniki, Bukawina, Czeremchów, Demidów, Dobrowlany, Mołodyńcze, Nowosielce, Podliski.